# عياد (المشنة)

تعديل مصدري - تعديل

عياد هي إحدى قرى عزلة انامر اسفل بمديرية المشنة التابعة لمحافظة إب، بلغ تعداد سكانها 2368 نسمة حسب تعداد اليمن لعام 2004.